# Тымчик, Александр Васильевич
Алекса́ндр Васи́льевич Ты́мчик (укр. Олександр Васильович Тимчик; 20 января 1997, Крикливец, Винницкая область, Украина) — украинский футболист, защитник киевского «Динамо» и сборной Украины. Участник двух чемпионатов Европы (2020 и 2024).

## Игровая карьера
Тымчик начал заниматься футболом в городе Владимир-Волынский в школе местного клуба «BRW-ВІК», в киевское «Динамо» перебрался в сентябре 2013 года. В чемпионате U-19 дебютировал 9 апреля 2014 года в игре против «Металлурга» из Запорожья. За команду U-21 впервые сыграл 18 октября того же года против «Говерлы». В следующем сезоне параллельно играл и за юношескую, и за молодёжную команды, завоевав золотые медали в обеих возрастных категориях. Осенью 2016 года дебютировал в основном составе киевского «Динамо» отыграв все 90 минут в игре против «Днепра».
В декабре 2017 года, вместе с Богданом Михайличенко, на правах аренды перешёл в луганскую «Зарю».
Сезон 2020/21 начал в составе «Динамо». 12 сентября 2020 года в матча 2-го тура Favbet Лиги против «Десны» получил повреждение приводящей мышцы бедра и был заменен на 35-й минуте. 2 октября 2020 года заключил новый контракт с «Динамо», рассчитанный до 2025 года. В ноябре 2020 года в Испании футболисту провели операцию на сухожилии приводящих мышц, хирургическое вмешательство прошло успешно, а ориентировочный срок реабилитации составляет 6 недель. Таким образом, в первой части сезона больше не сыграл. В январе 2021 года приступил к беговой работе и прошёл плановое комплексное медобследование со второй группой игроков.
2 августа 2021 года в матче 2-го тура украинской Премьер-лиги 2021/2022 в ворота ровенского «Вереса» забил свой первый гол за «Динамо».

## Карьера в сборной
С 2013 года привлекался к играм юниорской сборной Украины (до 17) лет.
Первый матч в национальной сборной Украины сыграл 3 сентября 2020 года, выйдя в основном составе против сборной Швейцарии в Лиге наций 2020/2021. Смог отметиться результативными действиями, отдал голевую передачу на Андрея Ярмоленко

1 июня 2021 года был включен в официальную заявку сборной Украины главным тренером Андреем Шевченко для участия в матчах чемпионата Европы 2020 года. На самом турнире на поле не выходил.
24 сентября 2022 года отличился дебютным голом за сборную в победном матче Лиги наций УЕФА 2022/23 против сборной Армении.

## Статистика выступлений

### Клубная
| Выступление       | Выступление      | Выступление      | Чемпионат | Чемпионат | Кубок | Кубок | Еврокубки | Еврокубки | Прочие | Прочие | Итого | Итого |
| Клуб              | Лига             | Сезон            | Игры      | Голы      | Игры  | Голы  | Игры      | Голы      | Игры   | Голы   | Игры  | Голы  |
| ----------------- | ---------------- | ---------------- | --------- | --------- | ----- | ----- | --------- | --------- | ------ | ------ | ----- | ----- |
| Динамо Киев       | Премьер-лига     | 2016/17          | 2         | 0         | 1     | 0     | —         | —         | —      | —      | 3     | 0     |
| Динамо Киев       | Премьер-лига     | 2020/21          | 4         | 0         | 2     | 0     | 0         | 0         | 1      | 0      | 7     | 0     |
| Динамо Киев       | Премьер-лига     | 2021/22          | 12        | 1         | 1     | 0     | 4         | 0         | 0      | 0      | 17    | 1     |
| Динамо Киев       | Премьер-лига     | 2022/23          | 7         | 1         | 0     | 0     | 4         | 0         | 0      | 0      | 11    | 1     |
| Динамо Киев       | Итого            | Итого            | 25        | 1         | 4     | 0     | 8         | 0         | 1      | 0      | 38    | 1     |
| → Сталь Каменское | Премьер-лига     | 2017/18          | 15        | 0         | 2     | 0     | —         | —         | —      | —      | 17    | 0     |
| → Сталь Каменское | Итого            | Итого            | 15        | 0         | 2     | 0     | —         | —         | —      | —      | 17    | 0     |
| → Заря Луганск    | Премьер-лига     | 2017/18          | 8         | 1         | 0     | 0     | —         | —         | —      | —      | 8     | 1     |
| → Заря Луганск    | Премьер-лига     | 2018/19          | 21        | 1         | 3     | 0     | 4         | 0         | —      | —      | 28    | 1     |
| → Заря Луганск    | Премьер-лига     | 2019/20          | 30        | 0         | 1     | 0     | 6         | 0         | —      | —      | 37    | 0     |
| → Заря Луганск    | Итого            | Итого            | 59        | 2         | 4     | 0     | 10        | 0         | —      | —      | 73    | 2     |
| Всего за карьеру  | Всего за карьеру | Всего за карьеру | 97        | 3         | 10    | 0     | 18        | 0         | 1      | 0      | 126   | 3     |

### Международная
| Сборная          | Сезон            | Товарищеские | Товарищеские | Официальные | Официальные | Итого | Итого |
| Сборная          | Сезон            | Игры         | Голы         | Игры        | Голы        | Игры  | Голы  |
| ---------------- | ---------------- | ------------ | ------------ | ----------- | ----------- | ----- | ----- |
| Украина          |                  |              |              |             |             |       |       |
| 2020             | 0                | 0            | 2            | 0           | 2           | 0     |       |
| 2021             | 3                | 0            | 5            | 0           | 8           | 0     |       |
| 2022             | 0                | 0            | 2            | 0           | 2           | 0     |       |
| Всего за карьеру | Всего за карьеру | 3            | 0            | 9           | 0           | 12    | 0     |

### Матчи за сборную
| №  | Дата             | Оппонент             | Счёт | Голы | Передачи | Карточки | Минуты | Соревнование             |
| -- | ---------------- | -------------------- | ---- | ---- | -------- | -------- | ------ | ------------------------ |
| 1  | 3 сентября 2020  | Швейцария            | 2:1  | —    | 1        | 86'      | 90'    | Лига наций 2020/21       |
| 2  | 6 сентября 2020  | Испания              | 0:4  | —    | —        | —        | 90'    | Лига наций 2020/21       |
| 3  | 31 марта 2021    | Казахстан            | 1:1  | —    | —        | —        | 3'     | Отборочные матчи ЧМ-2022 |
| 4  | 23 мая 2021      | Бахрейн              | 1:1  | —    | —        | —        | 78'    | Товарищеский матч        |
| 5  | 4 сентября 2021  | Франция              | 1:1  | —    | —        | —        | 90'    | Отборочные матчи ЧМ-2022 |
| 6  | 8 сентября 2021  | Чехия                | 1:1  | —    | 1        | —        | 90'    | Товарищеский матч        |
| 7  | 9 октября 2021   | Финляндия            | 2:1  | —    | —        | —        | 90'    | Отборочные матчи ЧМ-2022 |
| 8  | 12 октября 2021  | Босния и Герцеговина | 1:1  | —    | —        | —        | 90'    | Отборочные матчи ЧМ-2022 |
| 9  | 11 ноября 2021   | Болгария             | 1:1  | —    | —        | —        | 90'    | Товарищеский матч        |
| 10 | 16 ноября 2021   | Босния и Герцеговина | 2:0  | —    | —        | —        | 90'    | Отборочные матчи ЧМ-2022 |
| 11 | 24 сентября 2022 | Армения              | 5:0  | 1    | 1        | —        | 90'    | Лига наций 2022/23       |
| 12 | 27 сентября 2022 | Шотландия            | 0:0  | —    | —        | —        | 90'    | Лига наций 2022/23       |

Итого: 12 матчей, 1 гол, 3 передачи / 4 победы, 7 ничьих, 1 поражение.

## Достижения
«Динамо» (Киев)
- Чемпион Украины (2): 2020/21, 2024/25
- Серебряный призёр чемпионата Украины: 2023/24
- Обладатель Кубка Украины: 2020/21
- Обладатель Суперкубка Украины: 2020